# Nasredin hodža
Nasredin hodža (turski: Nasreddin Hoca) legendarni je lik iz turskih satiričnih pripovijesti. Neprovjereni izvori navode da je živio između 1208. i 1284. godine u gradovima Sivrihisar, gdje je primio kvalitetno obrazovanje, i Akšehir, gdje je umro. Neskladnost i dosjetljivost ovog lika postali su tipično obilježje turskoga narodnog humora.

## Nasredin i pas
Išao Nasredin hodža kroz selo, a na njega navali pas njegovog susjeda. Hodža potegne sjekiru da udari psa u glavu a pas otegne papke.
Susjed nato ode kadiji i potuži mu se. Odmah dovedu Nasredina, te mu kadija govori: - Što nisi drškom udario psa, već oštricom?
Na to će mu Nasredin: - Da je pas mene htio repom ugristi, i ja bih njega udario drškom.

## Djela o Nasredinu
- Nasrudin-hodža i Bošnjaci, Preporod, Zagreb, 1994.
- Nasrudin-hodža: anegdote, Svjetlost, Sarajevo, 1984.
- Čaušević, I. Nasrudin Hodža, priče i dosjetke, Sarajevo, 1952.